# Deus Ex
Deus Ex (též DX, s výslovností [ˌdeɪ.əs ˈɛks]) je kyberpunková, akčně laděná RPG počítačová hra z vlastního pohledu, vyvinutá společností Ion Storm a vydaná v roce 2000. Hra je proslulá především velkou variabilitou v možnostech jak zakončit danou úroveň, silným příběhem a cenami, které obdržela (a to jak odbornou kritikou, tak i širší hráčskou komunitou). Mezi hlavní ceny patří mimo jiné „nejlepší herní počin roku“ a také „nejlepší PC hra všech dob“ v žebříčku podle magazínu PC Gamer. Jedním z designérů hry je Warren Spector, známý tvůrce her (Ultima Underworld, System Shock, Thief).
Deus Ex je hra z blízké budoucnosti, odehrávající se ve světě plném násilí, korupce, vládních spiknutí, smrtících nemocí a zločinu. Hráč se vžije do postavy se jménem JC Denton, jenž je agentem organizace UNATCO, mezinárodního uskupení bojujícího proti organizovanému zločinu a terorismu. Denton je vybaven nanoimplantáty, které mu propůjčují nadlidské schopnosti. Hra umožňuje celou řadu variabilních možností postupu – užití hrubé síly, tiché plížení nebo hackování počítačových systémů.

## Herní svět
Deus Ex se odehrává v roce 2052, v dystopickém světě, jehož podoba je do značné míry inspirována populárními konspiračními teoriemi. Temné pozadí je ještě zdůrazněno tím, že všechny epizody hry se odehrávají v noci.
Společnost pomalu klesá do chaosu. Populaci ničí celosvětová pandemie tzv. „šedé smrti“. Syntetická vakcína Ambrosia vyráběná společností VersaLife sice ruší účinky viru, ale je jí zoufalý nedostatek. Ambrosia je k dispozici pouze jedincům „nezbytným pro udržení společenského řádu“ a dostává se tedy především k vládním úředníkům, vojákům, vědcům, intelektuálním elitám a boháčům. Na celém světě se objevují nepokoje a vzniká mnoho teroristických organizací s proklamovaným záměrem pomoci utlačovaným, mezi nimi NSF (National Secessionist Force) v USA a Silhouette ve Francii.
V rámci boje proti těmto hrozbám Organizace spojených národů výrazně rozšířila svůj celosvětový vliv. Byla vytvořena organizace UNATCO (United Nations Anti-Terrorist Coalition), jejímž posláním má být globální zachování míru a boj proti teroristickým skupinám. UNATCO má své podzemní sídlo v New Yorku na Liberty Islandu, nedaleko zbytků Sochy Svobody zničené teroristickým útokem.

## Příběh
Hráč se ujímá role JC Dentona, nanotechnologicky vylepšeného agenta společnosti UNATCO. Po dokončení tréninku jej ředitel Joseph Manderley pověřuje splněním několika úkolů, které mají za cíl nalezení členů NSF (National Secessionist Forces) a vystopování odcizené vakcíny „Ambrosia“ (jediného léku na virus „Gray Death“).
JC nachází stopy nákladu s lékem u soukromého terminálu letiště LaGuardia, kde se setkává se svým bratrem Paulem, který je také vybaven nanotechnologickým vylepšením. JC se zde dovídá, že Paul přešel na druhou stranu (ke skupině NSF) poté, co zjistil, že virus Death Gray byl uměle vytvořen. UNATCO se díky svému silnému postavení snaží zajistit to, aby se lék dostal do rukou pouze hrstce vyvolených. JC se vrací do ústředí centrály UNATCO. Zde je konfrontován ředitelem Manderleyem se skutečností, že jeho bratrovi byl aktivován 24hodinový kill switch za jeho zradu proti UNATCO. Manderley přikáže JC odletět do Hongkongu. Zde má za úkol zlikvidovat hackera Tracera Tonga, kterého Paul předtím kontaktoval a je schopen vyřadit z činnosti kill switch. JC se rozhodne vyhledat Paula v bytě, kde se ukrývá. Paul se snaží vysvětlit své důvody ke zběhnutí a přesvědčí JC k vyslání nouzového signálu, který má varovat NSF.
Po vyslání signálu se JC dostavá do hledáčku UNATCO a stejně jako Paulovi je mu aktivován kill switch. O aktivaci se stará osobně ředitel společnosti FEMA (Federal Emergency Management Agency) Walton Simons. Později jsou oba dopadeni agenty UNATCO a umístěni do tajného vězení vybudovaného pod centrálou UNATCO.
Entita jménem Daedalus kontaktuje JC a informuje ho, že vězení je vlastnictvím skupiny Majestic 12 a pomůže mu utéci. JC a Paul poté odlétají do Hongkongu, kde jim Tracer Tong deaktivuje kill switch. JC je požádán o infiltraci budovy společnosti VersaLife.
Během svého průzkumu zjišťuje, že virus Gray Death vytvořila společnost VersaLife. Ukradne plány pro výrobu viru a podaří se mu zničit zařízení (UC – universal constructor), které umožňuje jeho výrobu. Analýzou plánů viru je zjištěno, že za vývojem stojí uskupení Iluminátů.
Tong přesvědčí JC k návštěvě Paříže, kde by měl kontaktovat Ilumináty a přesvědčit je ke spolupráci v boji proti Majestic 12. V Paříži se setkává s vůdcem Iluminátů Morgenem Everettem, od kterého se dozvídá, že virus Gray Death měl být původně augmentačním vylepšením. Bilionář, vůdce Majestic 12 a bývalý člen Iluminátů Bob Page tuto technologii ukradl a pozměnil ji na smrtící virus. Po zničení UC ve společnosti VersaLife je Everettovi jasné, že jedinou šancí Majestic 12 na další produkci viru je použití Vandenbergovy základny. Zde skupina zvaná X-51, složená z bývalých vědců z oblasti 51, postavila další UC. JC se setkává s vůdcem X-51 Gary Savagem. Ten mu odhalí skutečnost, že Daedalus je umělá inteligence vytvořená na základě programu Echelon.
Everett ve snaze získat kontrolu nad komunikační sítí Majestic 12 vypustí Daedala do vojenské sítě Spojených států. Protiúder od Boba Page na sebe nenechává dlouho čekat: Page vypouští svou vlastní umělou inteligenci – Icarus. Daedalus a Icarus se následně spojují do nové formy umělé inteligence – Helios, která je schopna kontrolovat všechny komunikační sítě světa. Savage žádá o pomoc JC se získáním plánů k rekonstrukci zařízení UC, které bylo poškozeno během přepadení Vanderbergovy základny skupinou Majestic 12. JC nachází schémata a elektronicky je posílá Savageovi.
Bob Page přenos zachytí a jako protiúder vypouští jadernou střelu na Vanderbergovu základnu. Zničením základny by zajistil, že oblast 51 (současné velitelství Majestic 12) bude jediné místo na světě s funkčním UC. JC se podaří přeprogramovat řízenou střelu a navede ji na oblast 51, kam později odjíždí ke konfrontaci s Pagem. JC nachází Page a ten mu prozrazuje svůj plán na spojení jeho osoby s umělou inteligenci Helios. Spojením by Page získal úplnou kontrolu nad všemi nanotechnologiemi a stal se doslova bohem.
JC je skrze infolink kontaktován Tongem, Everettem a Heliosem s prosbou o pomoc v boji proti Pageovi. JC se musí rozhodnout, komu pomůže. Tracer Tong žádá o zničení globálního komunikačního centra – důsledkem by byl návrat světa do středověku. Morgan Everett nabízí Dentonovi šanci získat zpět zašlou moc a slávu Iluminátů pomoci technologií oblasti 51. Poté by Ilumináti mohli vládnout světu neviditelnou rukou. Helios žádá, aby se mohl spojit s Dentonem a v tomto spojení vykonávat vládu nad světem. Závěr příběhu a budoucnost světa závisí na hráčovu rozhodnutí.

## Zbraně a vybavení
Hráč se dostane k bohatému arzenálu střelných, chladných, nesmrtících i značně kuriózních zbraní (od hasicího přístroje, jehož obsah může nastříkat do obličeje nepřítele, až po meč s čepelí z nanobotů). Může získat mnoho podpůrného vybavení (lékárničky, jídlo, alkohol, baterie pro nanoimplantáty, paklíč, nástroje na vyřazení elektroniky, modifikace zbraní). Také si může přečíst literární díla a dokumenty, které objasňují pozadí příběhu a poskytují informace usnadňující další postup.
Kapitolu samu o sobě tvoří nanoimplantáty, které se dají získat formou odměny, ukrást v nepřátelských základnách, anebo koupit od překupníků na černém trhu. Nanoimplantáty jsou instalovány pomocí lékařských robotů. Tento typ robota funguje i jako léčebný automat. Jiný typ robota dočerpává energii do implantátů.

## Nepřátelé
Hráč se dočká bojů s celou řadou nepřátel, od teroristů a drobných zlodějíčků, po přestřelky s policií, armádou a členy tajemné skupiny Majestic 12, a také s lidmi, kteří prošli tělesnými modifikacemi a mají podobné nadlidské síly jako JC Denton. Někteří z nich mají také nanoimplantáty. Jiní byli posíleni starou technologií, která je zohyzdila množstvím kovových implantátů, kabelů a jiných viditelných součástek. Muži z Majestic 12 byli posíleni pomocí léků a jedů, které u nich vyvolaly speciální cílené mutace.
Mezi další hrozby patří bezpečnostní roboti, mutanti, kteří utekli z laboratoří, automatické bezpečnostní systémy a pasti.
Hra dovoluje také hackování bezpečnostních systémů. Tento aspekt hry je vítaným řešením pro hráče, kteří rádi řeší situaci proplížením a záškodnictvím. Je možné například přeprogramovat automatickou kulometnou věž, aby útočila na nepřátele, anebo podobně postupovat v případě bezpečnostních robotů.
Hra je dobře uzpůsobena i pro styl hraní, který se vyhýbá jakékoliv konfrontaci s nepřítelem a raději volí tichý postup. Herní mechanismy umožňují například sebrat bedýnku a nebo láhev a hodit ji tak, aby na chvíli odlákala pozornost stráží. Lze použít nanoimplantáty tlumící zvuk chůze či propůjčující neviditelnost. Takto se lze vyhnout mnoha konfrontacím, což z Deus Ex dělá i obstojnou hru žánru stealth.